# Reasonable and non-discriminatory
En français, on parle de licence raisonnable et non discriminatoire lorsqu'il est considéré que les coûts de licences, les obligations légales ou toutes formes de contraintes ne sont pas trop importants. Il s'agit souvent d'un brevet essentiel jugé ainsi par les organismes de normalisation qui imposent au détenteur de ce brevet d'accorder des licences d'utilisation pour un prix raisonnable.